# Star Wreck: In the Pirkinning
Pour plus de détails, voir Fiche technique et Distribution.
Star Wreck: In the Pirkinning est un film comique de science-fiction finlandais sorti en 2005, réalisé par cinq amis dans un deux pièces, avec un petit budget (13 462 €) et l'aide de quelques centaines de fans. Cet épisode est le septième et le plus abouti de la série Star Wreck (en), parodie de la série télévisée Star Trek créée en 1992. Cet épisode parodie également le monde de Babylon 5
Bien que le film n'ait pas bénéficié de moyens importants, il est souvent considéré comme un film de science-fiction de qualité professionnelle, en raison de la qualité des effets spéciaux.
Le film est disponible sous une licence Creative Commons qui autorise la libre distribution à l'exception de l'usage commercial et interdit la modification.

## Synopsis
Un équipage composé du capitaine James B. Pirk (Samuli Torssonen), du commandant Dwarf (Timo Vuorensola) et du commandant Info (Antti Satama) se trouve plongé dans le passé, sur Terre, au début du troisième millénaire. Ne supportant pas la vie à cette époque, le capitaine Pirk et ses deux acolytes entreprennent d'aider les Terriens à se développer. 
S'alliant à la Russie, Pirk entreprend de construire une flotte de vaisseaux (la P-fleet), de conquérir le monde et de devenir empereur. Mais les problèmes (famine et mécontentement de la population entre autres) s'accumulent et Pirk décide alors de conquérir une autre planète pour s'y installer. Un vaisseau sorti d'un trou de ver (brèche dans l'espace-temps) et dans lequel se trouve un humain permet à Pirk de trouver la trace d'une autre civilisation qu'il décide immédiatement d'attaquer...

## Fiche technique
- Titre : Star Wreck: In the Pirkinning
- Réalisation : Timo Vuorensola
- Scénario : Rudi Airisto, Samuli Torssonen et Jarmo Puskala
- Musique : Tapani Siirtola
- Photographie : Sami Aho-Mantila
- Montage : Atte Joutsen et Samuli Torssonen
- Production : Samuli Torssonen
- Société de production : Tuotantoyhtiö Energia
- Pays :  Finlande
- Genre : Action, comédie et science-fiction
- Durée : 103 minutes
- Dates de sortie : 
  -  Finlande : 1er octobre 2005